# Tribunales (Buenos Aires)

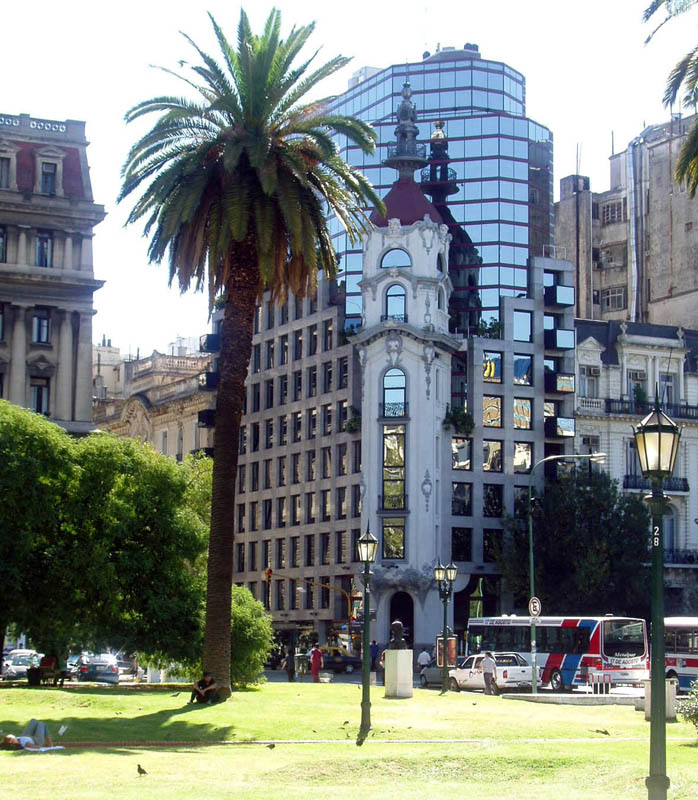
El Mirador Massue en la esquina de Talcahuano y Tucumán.

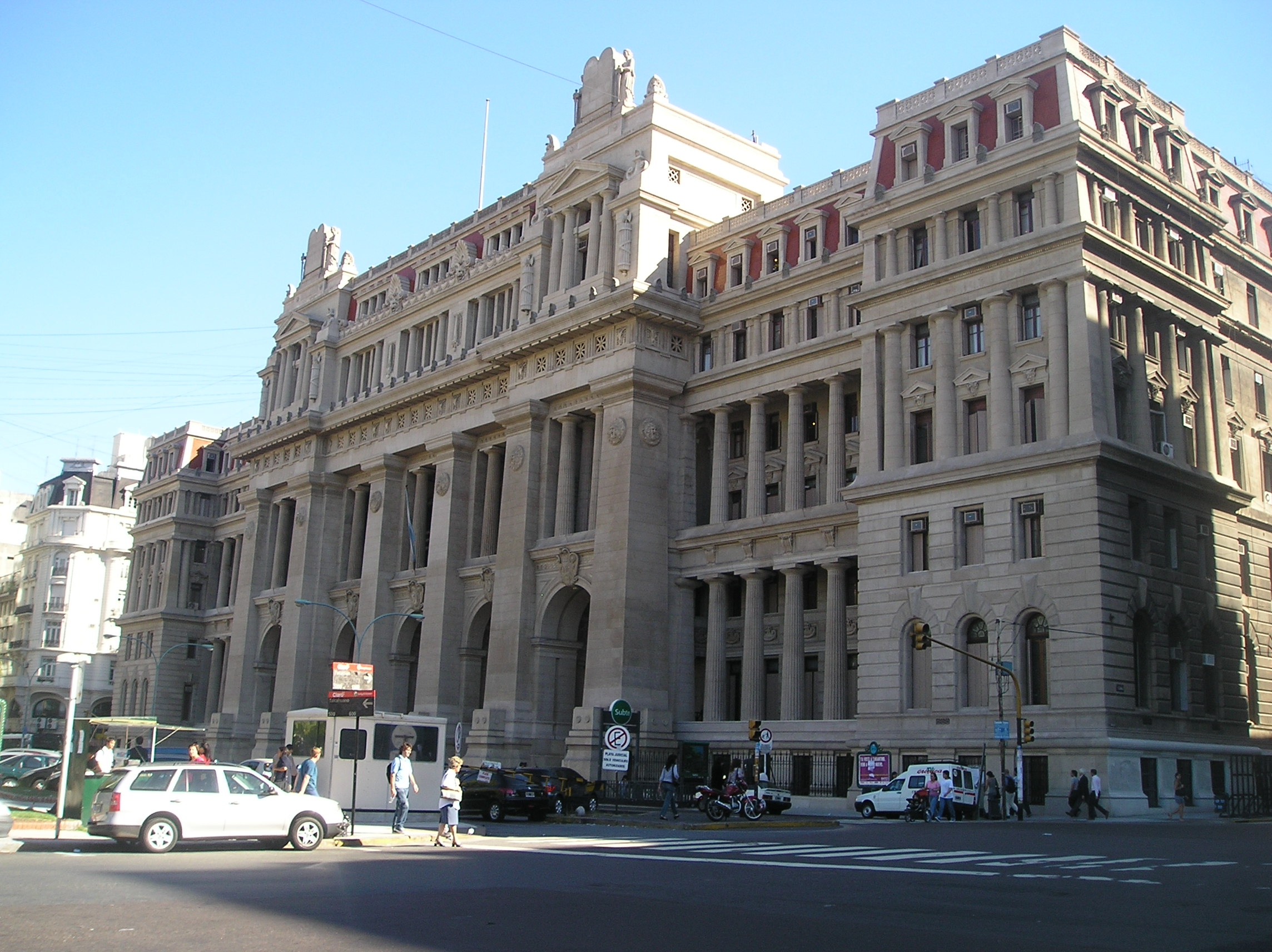
Palacio de Justicia de la Nación, sede la Corte Suprema, diseñado por Norberto Maillart

Tribunales es la denominación informal para referirse a una zona dentro del barrio de San Nicolás en la Ciudad de Buenos Aires, Argentina.
Este barrio "no oficial" está ubicado en las inmediaciones de la Plaza Lavalle la cual es un espacio verde de tres manzanas de la ciudad. la plaza (y la zona) está rodeada por las calles Libertad, Lavalle, Talcahuano y Avenida Córdoba.
El nombre proviene del hecho de que en la zona se encuentra la Corte Suprema de Justicia de la Nación Argentina.

## Comunicación de la zona
La zona se encuentra muy bien comunicada por la gran cantidad de colectivos que circulan por la zona, además de ello cuenta con la Estación Tribunales de la Línea D del Subte de Buenos Aires.

## Historia de la zona
En las cercanías de la zona se encuentran algunos de los sitios históricos, institucionales y culturales de la Ciudad. 
Parte de la Plaza Lavalle estaba ubicada en el llamado hueco de Zamudio, un terreno baldío donde en el siglo XVIII existía una laguna. Uno de los arroyos que solían atravesar la ciudad, el Tercero del Medio, corría por la calle Libertad y giraba hacia el este en Viamonte; para atravesarlo se había construido un puente conocido como Puente de los Suspiros. 
Para 1822 fue instalado un parque de artillería, que poseía una fábrica de armas y un depósito de pólvora, tomando el nombre de Plaza del Parque.